# Elektroporace

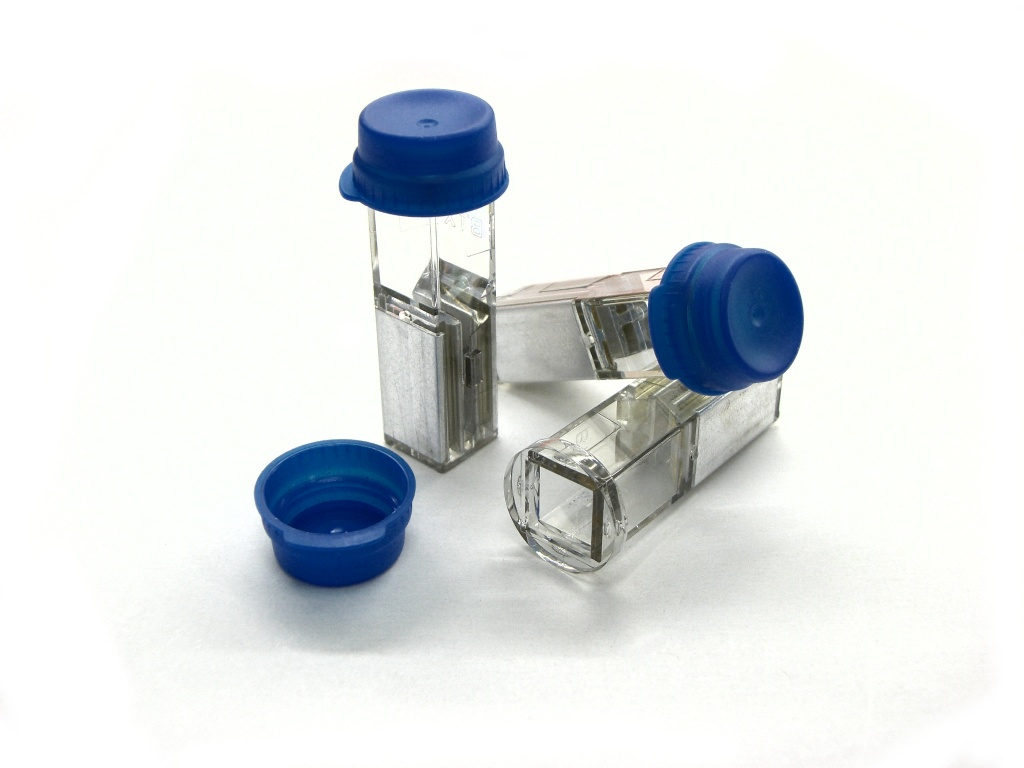
Kyvety pro elektroporaci bakterií

Představy o struktuře pórů v membráně buněk - dva modely

Elektroporace, neboli elektropermeabilizace je mikrobiologická technika, při které je na buňky aplikováno elektrické pole, za účelem zvýšení propustnosti buněčné membrány, což umožňuje průnik chemikálií, léků, elektrod nebo DNA do buňky (elektrotransfer). Proces elektroporace je často využíván zejména k transformaci bakterií, kvasinek nebo rostlinných protoplastů zavedením nové kódující DNA. 
K tomuto účelu bývají využívány plazmidy, které lze do bakteriálních buněk cíleně aplikovat právě po elektroporaci. V závislosti na tom, jaký materiál je do buňky vpravován, lze také použít peptidy pronikající do buněk (CPP) nebo technologii CellSqueeze. Elektroporace funguje na principu, působení elektrického napětí tisíců voltů (~8 kV/cm) na buňky suspendované v elektroporační kyvetě. Poté proběhne proces buněčného dělení, jehož produktem jsou dceřiné buňky, které obsahují reprodukované plazmidy. Tento proces je při zvyšování propustnosti buněčné membrány přibližně desetkrát účinnější než při využití chemické transformace.
Elektroporace je také vysoce účinná při inserci cizích genů do buněk tkáňových kultur, zejména buněk savců. Využívá se tak například při produkci knockout myší, v oblasti onkologické terapie, nebo při genové a buněčné terapii. Proces zavádění cizí DNA do eukaryotických buněk je známý jako transfekce. Pro účely transfekce buněk v suspenzi pomocí elektroporačních kyvet je elektroporace vysoce efektivní metodou zvyšování prostupnosti buněčné membrány. Ukázala se jako velmi účinná i pro použití na tkáních in vivo, pro aplikace in utero a také pro transfekci in ovo. Adherentní buňky mohou být taktéž transfekovány pomocí elektroporace. To vědeckým pracovníkům poskytuje funkční alternativu k trypsinizaci buněk před transfekcí. Nevýhodou elektroporace však je, že po provedení procesu může být ovlivněna genová exprese více než 7 000 genů. To může způsobit problémy ve studiích, ve kterých musí být genová exprese kontrolována, aby byly zajištěny správné a přesné výsledky.
Přestože elektroporace má mnoho výhod oproti fyzikálním metodám, jako jsou mikroinjekce a genové zbraně, stále má i své slabiny. Tou je například nízká životaschopnost elektroporovaných buněk. Z tohoto důvodu byla provedena studie týkající se miniaturizace elektroporace, která vedla ke vzniku mikroelektroporace a nanotransfekce tkáně pomocí technik založených na elektroporaci prostřednictvím nanokanálů k minimálně invazivnímu dodání požadovaného materiálu do buněk.
Elektroporace je také používána jako mechanismus ke spuštění buněčné fúze. Uměle vyvolanou buněčnou fúzi lze použít ke výzkumu a léčbě různých onemocnění, jako např. diabetes, regeneraci axonů centrálního nervového systému a produkci buněk s požadovanými vlastnostmi, například v buněčných vakcínách pro onkologickou imunoterapii. První a nejznámější aplikací buněčné fúze byla produkce monoklonálních protilátek v hybridomové technologii, kdy hybridní buněčné linie (hybridomy) vznikají fúzí B lymfocytů produkujících specifické protilátky s myelomovou (rakovina B lymfocytů) buněčnou linií.

## Historie
V 60. letech 20. století bylo známo, že aplikací vnějšího elektrického pole lze vytvořit velký membránový potenciál na dvou pólech buňky. V návaznosti na to bylo v 70. letech zjištěno, že když membránový potenciál dosáhne kritické úrovně, membrána se rozpadne, přičemž je její struktura schopna se znovu obnovit. V 80. letech 20. století začal být tento mechanismus používán k zavádění různých materiálů/molekul do buněk.

## Laboratorní praxe
Elektroporace se provádí pomocí elektroporátorů - účelových spotřebičů, které vytvářejí elektrostatické pole v roztocích buněk. Suspenze buněk je pipetována do skleněné nebo plastové kyvety, která má po stranách dvě hliníkové elektrody. Pro bakteriální elektroporaci je obvykle používána suspenze o objemu přibližně 50 mikrolitrů. Nejprve se tato suspenze bakterií smíchá s plazmidy, které mají být insertovány do bakteriálních buněk. Směs se napipetuje do kyvety, nastaví se napětí a kapacita a kyveta se vloží do elektroporátoru. Proces vyžaduje přímý kontakt mezi elektrodami a suspenzí. Ihned po elektroporaci se k bakteriím přidá jeden mililitr kapalného média (v kyvetě nebo v Eppendorfově zkumavce) a zkumavka se inkubuje při optimální teplotě bakterií po dobu nejméně jedné hodiny, aby buňkám bylo umožněno zacelení buněčné membrány a exprese insertovaných plasmidů. Tato transformovaná bakteriální kultura je pak kultivována na agarových plotnách.
Úspěch elektroporace se vždy odvíjí od čistoty roztoku plazmidů, zejména od obsahu solí. Vysoké koncentrace solí mohou v plazmidových roztocích způsobit elektrický výboj (známý jako oblouk), jehož následkem je pak snížena životaschopnost bakterií. Pro další podrobné zkoumání tohoto procesu by měla být věnována větší pozornost výstupní impedanci porátorového zařízení a vstupní impedanci suspenze buněk (již zmíněný obsah solí).
Jelikož buněčná membrána není schopna propouštět proud (s výjimkou iontových kanálů), chová se jako elektrický kondenzátor. Vystavení membrán vysokonapěťovému elektrickému poli má za následek jejich dočasné zhroucení, což způsobuje vznik pórů, které jsou dostatečně velké na to, aby umožnily makromolekulám (jako je DNA) vstoupit do buňky nebo ji opustit.
Kromě toho lze elektroporaci využít ke zvýšení permeability buněk in vivo a to např. během in utero injekcí, či operací. Elektroporace při těchto procesech umožňuje účinnější transfekci DNA, RNA, shRNA a všech nukleových kyselin do buněk myší a krys. Úspěch elektroporace in vivo závisí zejména na napětí, opakování, pulzech a délce trvání tohoto procesu. Nejvýhodnější je in vivo elektroporaci provádět na vyvíjejícím se centrálním nervovém systému. V takovém případě je využíváno viditelnosti komor pro injekční aplikace nukleových kyselin a zvýšené permeability membrán dělících se buněk. Elektroporace in utero injekčně aplikovaných embryí se provádí přes stěnu dělohy, obvykle pomocí klešťových elektrod, aby byla omezena pravděpodobnost poškození embrya.

## Studie in vitro a na zvířecích modelech
In vivo genový elektrotransfer byl poprvé popsán v roce 1991. Dnes již existuje mnoho preklinických studií genového elektrotransferu. Metoda se používá k dodání široké škály terapeutických genů pro potenciální léčbu onemocnění, jako jsou například: poruchy imunitního systému, nádorová onemocnění, metabolické poruchy, monogenetická a kardiovaskulární onemocnění, analgezie apod.
Pokud jde o ireverzibilní elektroporaci, první úspěšnou léčbu maligních kožních nádorů implantovaných myším dokončila v roce 2007 skupina vědců, kteří dosáhli kompletní ablace tumorů u 12 ze 13 myší. Vyléčení u myší bylo dosaženo po aplikaci 80 pulzů o délce 100 mikrosekund při 0,3 Hz s velikostí elektrického pole 2500 V/cm. V současné době řada společností (např. AngioDynamics, Inc. a VoltMed, Inc.) pokračuje ve vývoji a využívání nevratných technologií založených na elektroporaci v klinických prostředích.
První skupinu, která se zabývala elektroporací pro lékařské aplikace, vedl Lluis M Mir z Institutu Gustava Roussyho. V tomto případě se zabývali využitím reverzibilní elektroporace ve spojení s nepermeabilními makromolekulami. První výzkum zaměřený na to, jak mohou být nanosekundové pulsy použity na lidských buňkách, provedli výzkumníci z Eastern Virginia Medical School a Old Dominion University a publikovali jej v roce 2003.

## Využití elektroporace v medicíně
První lékařská aplikace elektroporace byla použita pro zavádění málo permeantních protirakovinných léků do nádorových uzlů. Brzy se tak genový elektrotransfer stal předmětem zvláštního zájmu zejména pro svou nízkou cenu, snadnost realizace a bezpečnost. Konkrétně, virové vektory mají kvůli svým nedostatkům vážná omezení, pokud jde o imunogenicitu a patogenitu, jsou-li použity pro přenos DNA.
Při studiích prováděných na prasatech bylo zjištěno, že vyšší napětí při elektroporaci nevratně ničí cílové buňky v úzkém rozmezí, zatímco sousední buňky zůstávají nedotčeny, a tak představuje slibnou novou léčbu rakoviny, kardiovaskulárních chorob a dalších chorobných stavů, které vyžadují odstranění tkáně. Ireverzibilní elektroporace (IRE) se od té doby ukázala jako účinná při léčbě rakoviny u lidí, přičemž chirurgové v Johns Hopkins a dalších institucích nyní používají technologii k léčbě rakoviny slinivky břišní, která se dříve považovala za neresekovatelnou.
Mimo jiné byla také zrealizována první fáze klinické studie elektrotransferu genu u pacientů s metastatickým melanomem. Bylo provedeno elektroporací zprostředkované dodání plazmidu kódujícího gen pro interleukin-12 (pIL-12) a sledována byla bezpečnost, snášenlivost a terapeutický účinek. Studie dospěla k závěru, že genový elektrotransfer s pIL-12 je bezpečný a pacienty dobře snášený. Kromě toho byla částečná nebo úplná odpověď pozorována také u vzdálených neléčených metastáz, což naznačuje účinek systémové léčby. Na základě těchto výsledků je již v plánu přechod do fáze II klinické studie. V současné době probíhá několik klinických studií genového elektrotransferu, kde je sledována bezpečnost, snášenlivost a účinnost imunizace DNA vakcínou, která je aplikována elektrickými pulzy.
Přestože tato metoda není systémová, ale přísně lokální, stále jde o nejúčinnější nevirovou strategii pro přenos genů.

### N-TIRE
Nedávná technika nazývaná netermální ireverzibilní elektroporace (N-TIRE) se ukázala jako úspěšná při léčbě mnoha různých typů nádorů a dalších nežádoucích tkání. Tento postup se provádí pomocí malých elektrod (asi 1 mm v průměru), umístěných buď uvnitř nebo kolem cílové tkáně tak, aby bylo umožněno aplikovat krátké, opakující se výboje elektřiny při předem stanoveném napětí a frekvenci. Tyto výboje elektřiny zvyšují klidový transmembránový potenciál (TMP), takže se v plazmatické membráně tvoří nanopóry. Když je elektřina aplikovaná na tkáň nad prahem elektrického pole cílové tkáně, buňky se stanou díky tvorbě nanopórů trvale propustnými. Výsledkem je, že buňky nejsou schopny opravit poškození a umírají kvůli ztrátě homeostázy. N-TIRE je jedinečný pro jiné techniky ablace nádorů v tom, že nezpůsobuje tepelné poškození tkáně kolem něj.

### H-FIRE
Novější technika, která byla v poslední době vyvinuta se nazvaná vysokofrekvenční nevratná elektroporace (H-FIRE). Tato technika využívá elektrody k aplikaci bipolárních výbojů elektřiny o vysoké frekvenci, na rozdíl od N-TIRE, která využívá unipolárních výbojů elektřiny o nízké frekvenci. Tento typ zákroku má stejnou úspěšnost ablace nádoru jako N-TIRE. Má však oproti ní jednu výraznou výhodu, H-FIRE nezpůsobuje u pacienta svalovou kontrakci, a proto není potřeba paralytické činidlo. Navíc bylo prokázáno, že H-FIRE produkuje předvídatelnější ablace díky menšímu rozdílu v elektrických vlastnostech tkání při vyšších frekvencích.

### Reverzibilní elektroporace
Naopak k reverzibilní elektroporaci dochází, když je elektřina aplikovaná elektrodami pod prahem elektrického pole cílové tkáně. Protože použitá elektřina je pod prahem buněk, umožňuje buňkám opravit jejich fosfolipidovou dvojvrstvu a pokračovat ve svých normálních buněčných funkcích. Reverzibilní elektroporace se typicky provádí, pokud je třeba při léčbě vpravit lék nebo gen (nebo jiné molekuly, která za normálních okolností není pro buněčnou membránu dostatečně permeantní) do buňky. Ne všechny tkáně mají stejný práh elektrického pole; proto je třeba před léčbou provést pečlivé výpočty, aby byla zajištěna bezpečnost a účinnost.
Jednou z hlavních výhod použití N-TIRE je to, že pokud je provedena správně, striktně podle pečlivých výpočtů, ovlivňuje pouze cílovou tkáň. Proteiny, extracelulární matrix a kritické struktury, jako jsou krevní cévy a nervy, nejsou tímto ošetřením ovlivněny a zůstávají zdravé. To umožňuje rychlejší zotavení a usnadňuje rychlejší nahrazení mrtvých nádorových buněk buňkami zdravými.
Před provedením postupu musí vědci pečlivě vypočítat, co je třeba udělat, a léčit každého pacienta individuálně případ od případu. K tomuto účelu jsou běžně využívány zobrazovací metody, jako jsou CT skeny a MRI. Jejich výstupy jsou použity k vytvoření 3D obrazu nádoru. Na základě těchto informací mohou pomocí softwarové technologie přiblížit velikost nádoru a rozhodnout o nejlepším postupu včetně místa zavedení elektrod, úhlu, pod kterým jsou elektrody zavedeny, potřebného napětí a dalších. Často se CT využívá i během procedury jakožto zobrazovací techniky, která pomáhá najít přesnou lokaci pro umístěním elektrod, zvláště když se jedná o léčbu tumorů mozku.
Celý postup je velmi rychlý, obvykle trvá asi pět minut. Úspěšnost těchto postupů je vysoká a jeví se jako velmi slibná pro budoucí léčbu. Jednou nevýhodou použití N-TIRE je to, že elektřina dodávaná elektrodami může stimulovat svalové buňky ke kontrakci, což může mít v závislosti na dané situaci i smrtelné následky. Při provádění zákroku je proto nutné použít paralytické činidlo. Procedury s využitím paralytických činidel, používaných v tomto výzkumu, byly úspěšné. Při použití anestetik však vždy bude existuovat určité, i když nepatrné riziko.

### Přenos léčiv a genů
Elektroporace může být také použita k dodání léků nebo genů do buňky aplikací krátkých a intenzivních elektrických pulzů, které přechodně permeabilizují buněčnou membránu, čímž umožňují transport molekul, které by jinak nebyly schopny se buněčnou membránu dostat. Tento postup, při kterém jsou transportovanými molekulami, chemoterapeutická činidla, se nazývá elektrochemoterapie. Druhou možností je genový elektrotransfer, při něm je molekulou, která má být transportována DNA. Vědci z Karolinska Institutet a Oxfordské univerzity využívají elektroporaci exosomů k dodání siRNA, antisense oligonukleotidů, chemoterapeutických látek a proteinů cíleně do neuronů poté, co jsou systémově aplikovány do organismu pacienta (intravenózně). Protože tyto exosomy jsou schopny překročit hematoencefalickou bariéru, tento protokol by mohl vyřešit problém problematického dodávání léků do centrálního nervového systému a potenciálně léčit Alzheimerovu chorobu, Parkinsonovu chorobu, rakovinu mozku apod..
Bakteriální transformace je obecně nejjednodušší způsob, jak vyrobit velké množství konkrétního proteinu potřebného pro biotechnologické účely nebo v medicíně. Protože genový elektrotransfer je velmi jednoduchá, rychlá a vysoce účinná technika, stala se nejprve velmi pohodlnou náhradou jiných transformačních postupů.
Nedávný výzkum ukázal, že rázové vlny by mohly být použity pro předběžné ošetření buněčné membrány před elektroporací. Tato synergická strategie prokázala snížení požadavků na vnější napětí a vytvoření větších pórů. Aplikace rázových vln také umožňuje zaměřit se na požadované místo na membráně. Tento postup umožňuje kontrolovat velikost vznikajících pórů.

## Princip elektroporace
Elektroporace umožňuje do buňky zavést velké vysoce nabité molekuly, jako je DNA, které by nikdy pasivně nedifundovaly přes hydrofobní dvouvrstvé jádro buněčné membrány. Tento jev naznačuje, že mechanismem je vytvoření vodou vyplněných pórů v membráně v nm měřítku. Elektropóry byly opticky vyjádřeny v modelech lipidových dvouvrstev, jako kapénkové propojovací dvojvrstvy a velké unilamelární vesikuly, přičemž přidání cytoskeletálních proteinů, jako jsou aktinové sítě, do obřích jednovrstvých váčků, pravděpodobně zabraňuje tvorbě viditelných elektropórů. Objevily se také experimentální důkazy vlivu aktinových sítí při regulaci permeability buněčné membrány. Ačkoli elektroporace a dielektrický průraz jsou výsledkem aplikace elektrického pole, zapojené mechanismy jsou zásadně odlišné. Při dielektrickém průrazu se materiál bariéry ionizuje a vytváří vodivou dráhu. Změna materiálu je tedy chemické povahy. Na rozdíl od toho během elektroporace nejsou molekuly lipidu chemicky změněny, ale jednoduše přesunuty, čímž se otevře pór, který vytváří průchodnou cestu skrz dvojvrstvu.
Elektroporace je dynamický jev, který závisí na lokálním transmembránovém napětí v každém bodě buněčné membrány. Obecně se uznává, že pro danou dobu trvání pulzu a jeho parametry existuje specifický práh transmembránového napětí pro projev elektroporačního jevu (od 0,5 V do 1 V). To vede k definici prahu velikosti elektrického pole pro elektroporaci (Eth). To znamená, že pouze buňky v oblastech, kde je E≧Eth jsou elektroporovány. Pokud je dojde k dosažení nebo překročení druhého prahu (Eir), elektroporace ohrozí životaschopnost buněk, tj. nevratná elektroporace (IRE).
Elektroporace je vícestupňový proces s několika odlišnými fázemi. Nejprve musí být aplikován krátký elektrický impuls. Typické parametry by byly 300–400 mV po dobu < 1 ms na membránu (povšimněte si, že napětí používaná v experimentech jsou obvykle mnohem větší, protože jsou aplikována na velké vzdálenosti k objemu daného roztoku, takže výsledné pole působící na membránu je pouze malý zlomek aplikovaného napětí). Při aplikaci tohoto potenciálu se membrána nabíjí jako kondenzátor migrací iontů z okolního roztoku. Jakmile je dosaženo kritického pole, dochází k rychlému lokalizovanému přeskupení v morfologii lipidů. Výsledná struktura je považována za "pre-pór", protože není elektricky vodivá, ale rychle vede k vytvoření vodivého póru. Důkaz pro existenci takových předpórů pochází většinou z „blikání“ pórů, což naznačuje přechod mezi vodivým a izolačním stavem. Bylo uvažováno, že tyto pre-póry jsou malé (~3 Á) hydrofobní defekty. Pokud je tato teorie správná, pak by přechod do vodivého stavu mohl být vysvětlen přeskupením na okraji pórů, při kterém se lipidové hlavy přehnou a vytvoří hydrofilní rozhraní. Nakonec se tyto vodivé póry mohou buď zacelit, znovu uzavřít dvojvrstvu, nebo expandovat, případně ji roztrhnout. Výsledek závisí na tom, zda byla překročena kritická velikost defektu, což závisí na aplikovaném poli, místním mechanickém namáhání a energii okraje dvojvrstvy.

### Genová elektroporace
Aplikace elektrických impulsů dostatečné síly na buňku způsobí zvýšení transmembránového potenciálového rozdílu, což vyvolá destabilizaci membrány. Zvyšuje se permeabilita buněčné membrány a jinak nepermeantní molekuly vstupují do buňky. Ačkoli mechanismy elektrotransferu genů nejsou dosud plně pochopeny, ukázalo se, že k zavedení DNA dochází pouze v části membrány přivrácené ke katodě a že pro úspěšnou transfekci je zapotřebí několik kroků: elektroforetická migrace DNA směrem k buňce, DNA inserce do membrány, přechod přes membránu, migrace DNA směrem k jádru, přenos DNA přes jaderný obal a nakonec genová exprese. Existuje řada faktorů, které mohou ovlivnit úspěšnost genového elektrotransferu, např.: teplota, parametry elektrických pulzů, koncentrace DNA, použitý elektroporační pufr, velikost buňky a schopnost buněk exprimovat transfekované geny. Při elektrotransferu genu in vivo je zásadní také difúze DNA v extracelulární matrix, vlastnosti tkáně a celková vodivost tkání.